# Molocotlán
Molocotlán är en ort i Mexiko.   Den ligger i kommunen Molango de Escamilla och delstaten Hidalgo, i den sydöstra delen av landet, 150 km norr om huvudstaden Mexico City. Molocotlán ligger 1 521 meter över havet och antalet invånare är 139.
Terrängen runt Molocotlán är huvudsakligen kuperad, men västerut är den bergig. Runt Molocotlán är det ganska tätbefolkat, med 58 invånare per kvadratkilometer. Närmaste större samhälle är Zacualtipán, 13,0 km sydost om Molocotlán. Omgivningarna runt Molocotlán är en mosaik av jordbruksmark och naturlig växtlighet.